# ميولانات
الميولانات (الاسم العلمي:†Meiolaniidae) هي فصيلة منقرضة من السلاحف تتبع أصنوفة ميولانيات الشكل من قريبات السلاحف.

## التصنيف
- †الميولانة
- †الوركلانة
- †النيولامة
- †سلحفاة النينجا